# Hoogersmilde
Hoogersmilde es una localidad situada en el municipio de Midden-Drenthe, en la provincia de Drenthe, Países Bajos. Tiene una población estimada, en 2023, de 1730 habitantes.